# Paepalanthus bifidus
Paepalanthus bifidus är en gräsväxtart som först beskrevs av Heinrich Adolph Schrader och Schult., och fick sitt nu gällande namn av Carl Sigismund Kunth. Paepalanthus bifidus ingår i släktet Paepalanthus och familjen Eriocaulaceae. Inga underarter finns listade i Catalogue of Life.